# Karel Kroupa (calciatore 1950)
Karel Kroupa (Brno, 15 aprile 1950) è un ex calciatore cecoslovacco, di ruolo attaccante.

## Biografia
Nasce a Bosonohy, quartiere a sud di Brno. È il padre di Karel Kroupa, anch'egli calciatore professionista.

## Caratteristiche tecniche
Buon rigorista, su 29 tirati ne ha messi a segno 22.

## Carriera

### Club
Veste le maglie di TJ Královopolské Strojírny Brno, Dukla Tábor, Brno e Gottwaldov.
Kroupa è il miglior realizzatore nella storia del Brno con le sue 118 marcature, terzo per numero di presenze (288) dietro a Petr Křivánek (319) e Rostislav Václavícek (289). E anche il miglior marcatore nelle competizioni UEFA per club del Brno con 8 gol. Vanta 4 presenze e 3 reti in Coppa dei Campioni e 12 incontri e 5 gol in Coppa UEFA.
Con la maglia del Brno si è tolto diverse soddisfazioni vincendo un campionato cecoslovacco, un premio come calciatore cecoslovacco dell'anno nel 1977 e 2 classifiche di capocannoniere del campionato nazionale. È membro della Klub ligových kanonýru, una lega di calciatori che hanno segnato 100 o più reti nella massima divisione ceca e/o cecoslovacca. Per nove volte consecutive tra il 1974 e il 1982 è stato il miglior marcatore del Brno, mettendo a segno 7 triplette in campionato. Raggiunge l'undicesimo posto nella classifica del calciatore cecoslovacco del 1974.

### Nazionale
Esordisce in Nazionale 13 ottobre del 1974 contro la Svezia (4-0).

## Palmarès

### Club

#### Competizioni nazionali
- Campionato cecoslovacco: 1

Zbrojovka Brno: 1977-1978

#### Competizioni internazionali
- Coppa Piano Karl Rappan: 3

Zbrojovka Brno: 1975, 1976, 1979

### Individuale
- Calciatore cecoslovacco dell'anno: 1

1977
- Capocannoniere della I. liga: 2

1977-1978 (20 gol), 1978-1979 (17 gol, ex aequo con Zdeněk Nehoda)